# Lycia de Biase Bidart
Lycia de Biase Bidart (18 février 1910 - 10 juillet 1991) est une pianiste, violoniste, chef d'orchestre, professeur de musique et compositrice brésilienne.

## Biographie
Lycia de Biase est née à Vitória, Espírito Santo, fille du Commandant Pietrângelo De Biase, né en Castellucci Superiore, Italie (1884), et de Maria Arcângela Vivacqua De Biase, née à Muniz Freire, état de l'Espírito Santo. Lycia commence ses études à Rio de Janeiro avec Neusa Franca pour le piano et Giovanni Giannetti pour l'harmonie et la composition. Plus tard elle continue ses études avec Magdalena Tagliaferro,.
Elle a été mariée à João Baptista de Bidart.

## Œuvres
- A noiva do mar, opera, 1939
- Estudos expressionistas for two horns
- Cantos tupis for horn, flute and clarinet, 1975